# Удружење жена „Новосељанке” Boboacele
Удружење жена „Новосељанке” Boboacele једно је од удружења у Панчеву. Налази се у улици Маршала Тита 67 у Банатском Новом Селу.

## Историјат
Удружење жена „Новосељанке” Boboacele је основано крајем новембра 2014. у Банатском Новом Селу са циљем очувања и промовисања културних и традиционалних вредности, као и обичаја Срба и Румуна. У свом називу имају два имена, двојезични назив који чине српска и румунска варијанта исте речи у складу за мултинационалним карактером места у којем живе и раде. Boboacele, међу припадницима румунске националне мањине на овим просторима, је име за жене из Банатског Новог Села.
Баве се везом, ткањем, израдом предмета од папира, очувањем традиције, хуманитарним радом, еманципацијом и едукацијом жена, држањем радионица и ручним радом. Активности финансирају кроз пројекте и подршку Града Панчева, Покрајинске владе, Националног савета румунске националне мањине, Привредне Коморе Панчева, Савета за родну равноправност града Панчева, Месне заједнице Банатског Новог Села, Дома културе „3. октобар”, Основне школе „Жарко Зрењанин” и предузетника из Банатског Новог Села. Седам дана су биле на семинару ткања на две врсте разбоја, керамици, изради предмета од рогоза и резбарењу на дрвету у Цомани, а њихови радови су изложени у музеју у Букурешту.
Сваке године од 2015. традиционално одржавају две изложбе: „У сусрет Осмом марту” и „Васкршња јаја” на којој одржавају и радионице са најмлађим Новосељанима. Скупљају старе традиционалне предмете, ношње и друге употребне ствари које желе у будућности да прикажу јавности у оквиру Етно куће. Познате су по одржавању традиције змијањског веза, домаћем хлебу који су представили на Сајму хране и опреме за угоститељство у Кини и манифестацији „Фуд планет” у Новом Саду и својој бренд манифестацији „Банатски хлеб” која је ушла у избор за награду Привредне коморе Србије у категорији „Најбоља туристичка манифестација” у циљу промоције Србије и изабрана је међу седам најбољих 2018.
Добитници су награде за најбољи славски колач на Међународном сајму Етно хране и пића, признања Месне заједније Банатско Ново Село за допринос развоју села и признања Културно–просветне заједнице Србије за изузетан допринос у очувању женског стваралаштва српске и румунске националности. Председница Удружење жена „Новосељанке” Boboacele је Снежана Баба.